# 8001
8001（八千一、はっせんいち）は自然数、また整数において、8000の次で8002の前の数である。 

## 性質
- 8001は合成数であり、約数は 1, 3, 7, 9, 21, 63, 127, 381, 889, 1143, 2667, 8001 である。
  - 約数の和は13312。
- 8001 = 1 + 2 + 3 + 4 + 5 + 6 + 7 + … + 125 + 126
  - 126番目の三角数である。1つ前は7875、次は8128。
  - 三角数がハーシャッド数になる51番目の数である。1つ前は7260、次は8911。
- 1304番目のハーシャッド数である。1つ前は8000、次は8004。
  - 9を基としたとき217番目のハーシャッド数である。1つ前は7200、次は8010。

## その他 8001 に関連すること
- PC-8000シリーズ (PC-8001)